# Dieter Rams

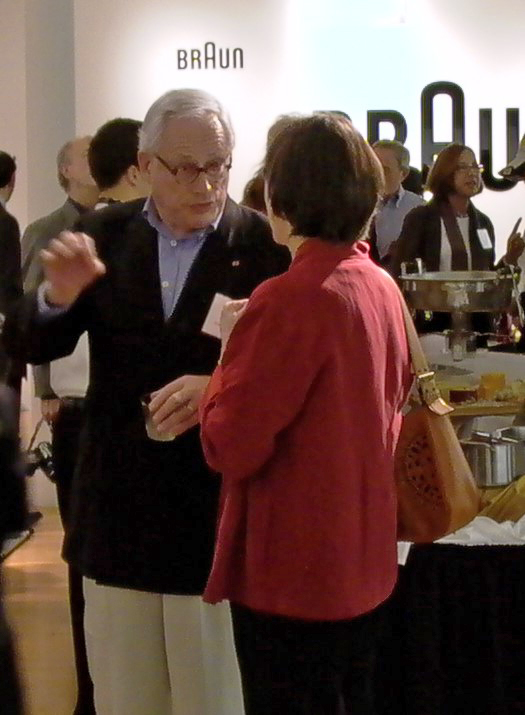
Boston 2005

Dieter Rams (20 de Maio de 1932, Wiesbaden) é um designer industrial alemão intimamente ligado à empresa Braun. É um dos mais influentes designers do século XX.
1947-53, Rams estudou arquitetura na Escola de Wiesbaden e fez cursos de carpintaria. Após ter trabalhado para o arquiteto Otto Apel entre 1953 e 1955, ele passou a integrar o setor de eletrônicas da Braun, do qual ele se tornou diretor em 1961, posição que manteve até 1995. O design de Rams é associado à frase "Weniger, aber besser", que significa "menos, mas melhor", um de seus dez princípios do bom design (veja abaixo). Dieter e sua equipe desenharam diversos produtos para a Braun, incluindo um famoso toca-fitas chamado SK-4 e um projetor de slides de alta tecnologia, a série 'D' (D45, D46).
Muitos de seus produtos - ótimas cafeteiras, calculadoras, rádios, equipamentos audio-visuais e produtos de escritório - tornaram-se peça fixa de vários museus, incluindo o MoMA, em New York. Por aproximadamente trinta anos, Dieter Rams trabalhou como diretor de design da Braun, até sua aposentadoria, em 1998. Hoje é uma lenda nos círculos de design e mais recentemente trabalhou para a revista Wallpaper.
Ainda, diz-se que o design de Rams influenciou o de Jonathan Ive, da Apple Inc., designer de produtos como o iMac, o iPod e o iPhone.

## Dez princípios do bom design
Em 1970, Rams introduziu a ideia de desenvolvimento sustentável e a obsolescência como um crime do design. Consequentemente ele se fez a seguinte pergunta: "meu design é um bom design?" A resposta gerou seus, hoje celebrados, dez princípios.
O bom design:
1. É inovador - As possibilidades de evolução não estão, de forma alguma, esgotadas. O desenvolvimento tecnológico sempre oferece novas oportunidades de designs originais. Mas o design imaginativo sempre se desenvolve em paralelo com a avanços tecnológicos, nunca pode ser um fim por sim próprio.
2. Faz um produto ser útil - Um produto é comprado para ser usado. Ele tem que satisfazer não apenas o critério funcional, mas também o psicológico e estético. Um bom design enfatiza a utilidade de um produto enquanto exclui qualquer coisa que poderia prejudicá-la.
3. É estético - A qualidade estética de um produto integra a sua utilidade porque produtos são usados todos os dias e têm um efeito nas pessoas e seu bem-estar. Apenas objetos bem executados podem ser bonitos.
4. Ajuda a entender o produto -  Ele esclarece a estrutura do produto. Melhor que isso, ele pode fazer com que o produto expresse claramente sua função fazendo uso da intuição do usuário. No melhor dos casos, ele é auto-explicativo.
5. É discreto - Produtos que atendem a um propósito são como ferramentas. Eles não são objetos decorativos nem obras de arte. Seu design deve, desta forma, ser neutro e contido, deixando espaço para a expressão do usuário.
6. É honesto - Ele não faz um produto parecer mais inovador, poderoso ou valioso do que ele realmente é. Ele não tenta manipular o consumidor com promessas que não serão cumpridas.
7. É durável - Ele evita estar na moda e assim nunca parece antiquado. Diferente de um design da moda, ele dura muitos anos - mesmo na sociedade descartável atual.
8. É meticuloso - Nada deve ser arbitrário ou ao acaso. Cuidado e precisão no processo de design demonstram respeito com o consumidor.
9. É ambientalmente correto - O design tem uma importante contribuição com a preservação do meio ambiente. Ele economiza recursos e minimiza a poluição física e visual ao longo do ciclo de vida do produto.
10. É o menos design possível - Menos, porém, melhor - porque ele se concentra nos aspectos essenciais, e os produtos não são carregados com detalhes não essenciais. Retorno à pureza, retorno à simplicidade.

## Alguns trabalhos de Dieter Rams

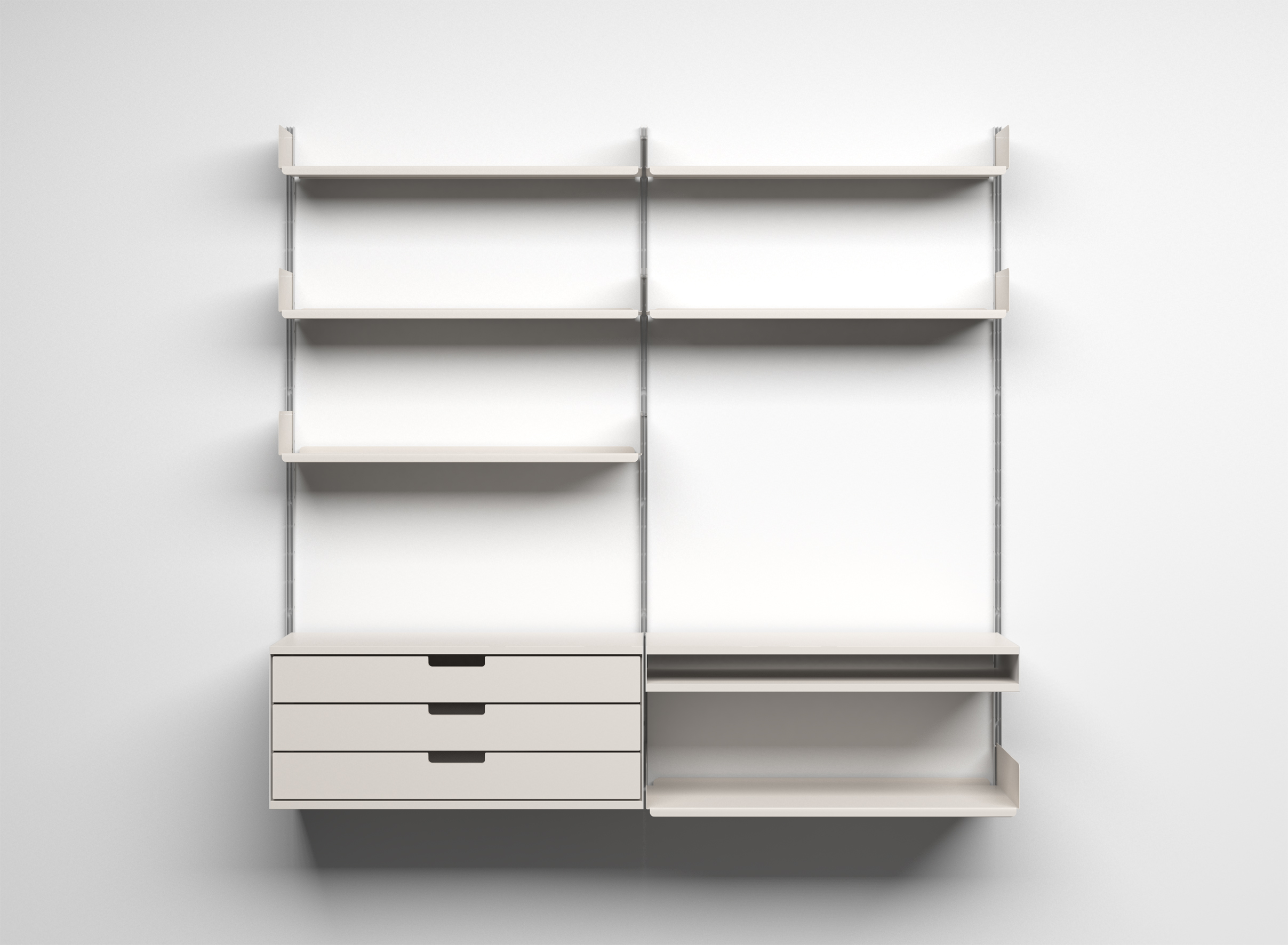
Sistema Universal de Prateleiras 606 , 1960
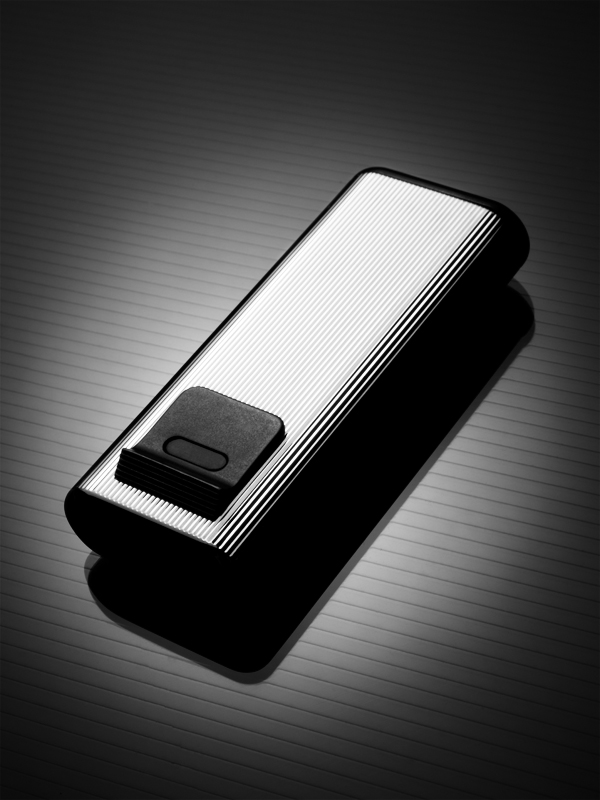
Isqueiro Braun Dieter Rams
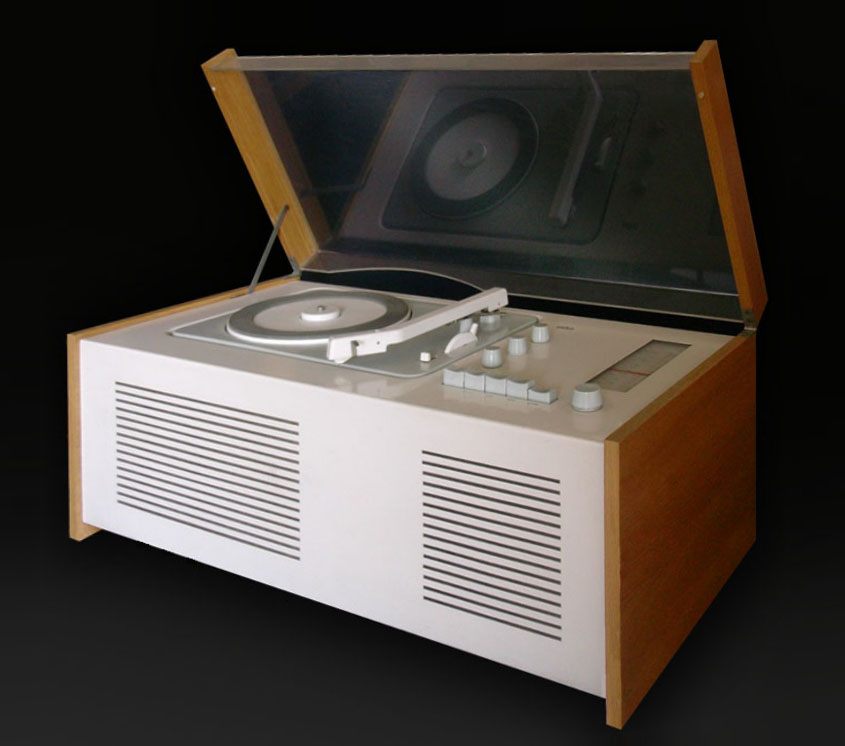
SK 61
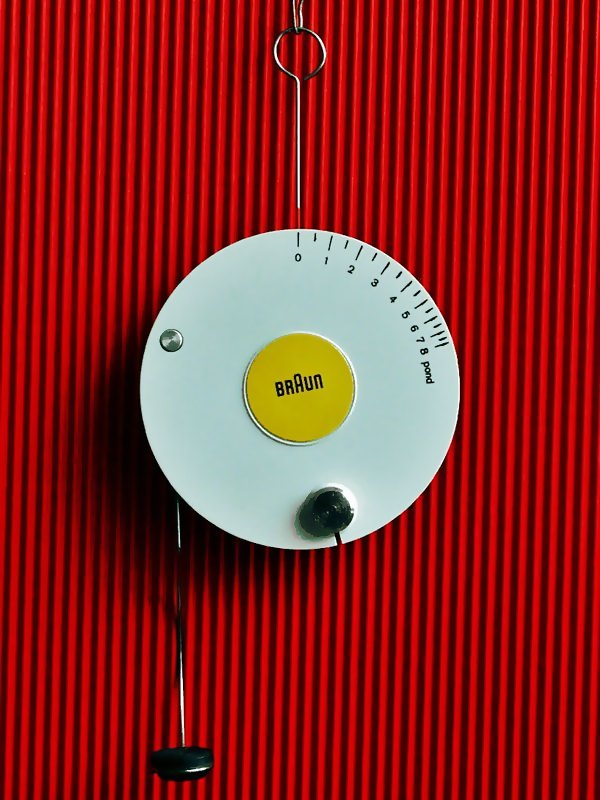
Tonarmwaage, 1962
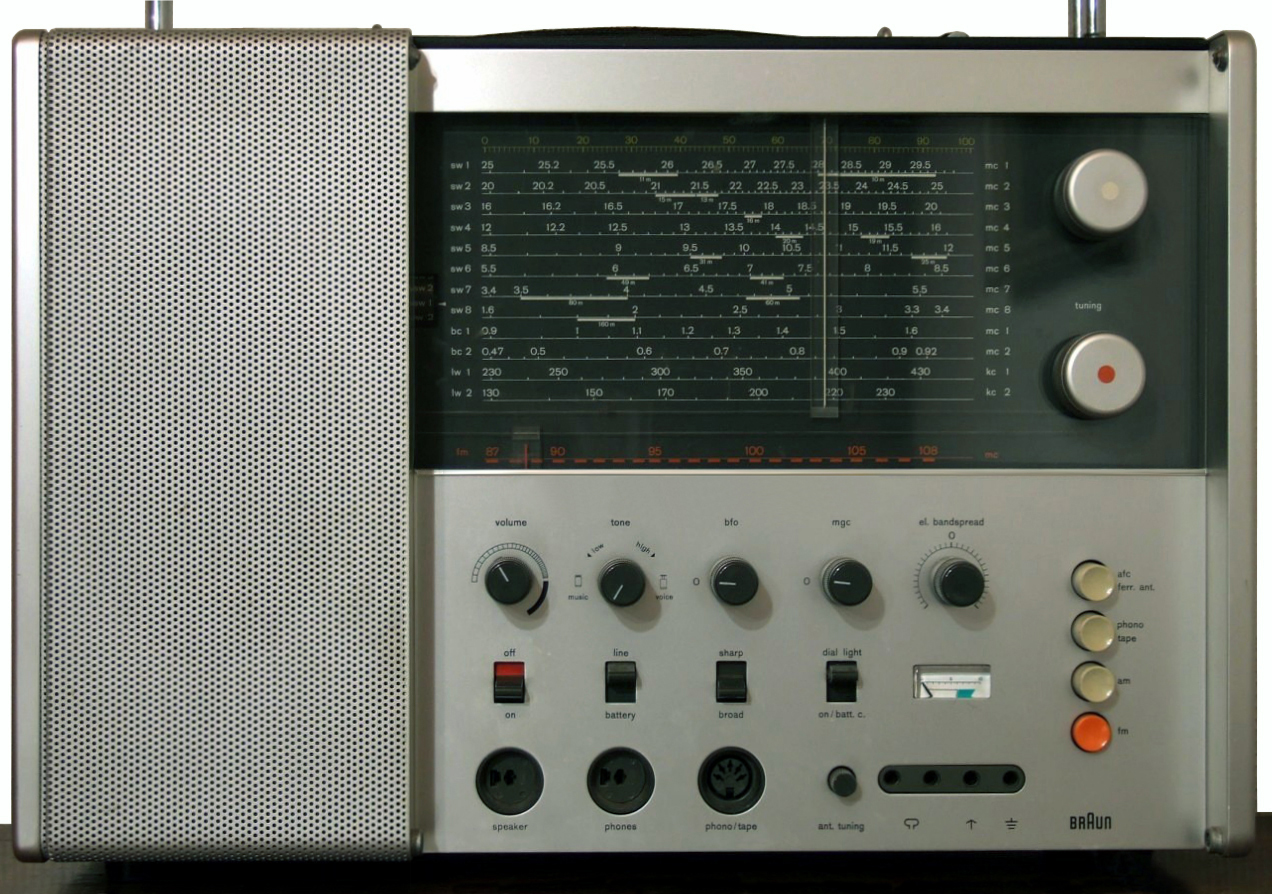
T 1000, 1963 T 1000 CD, 1968
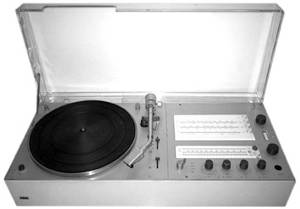
audio 310, 1971
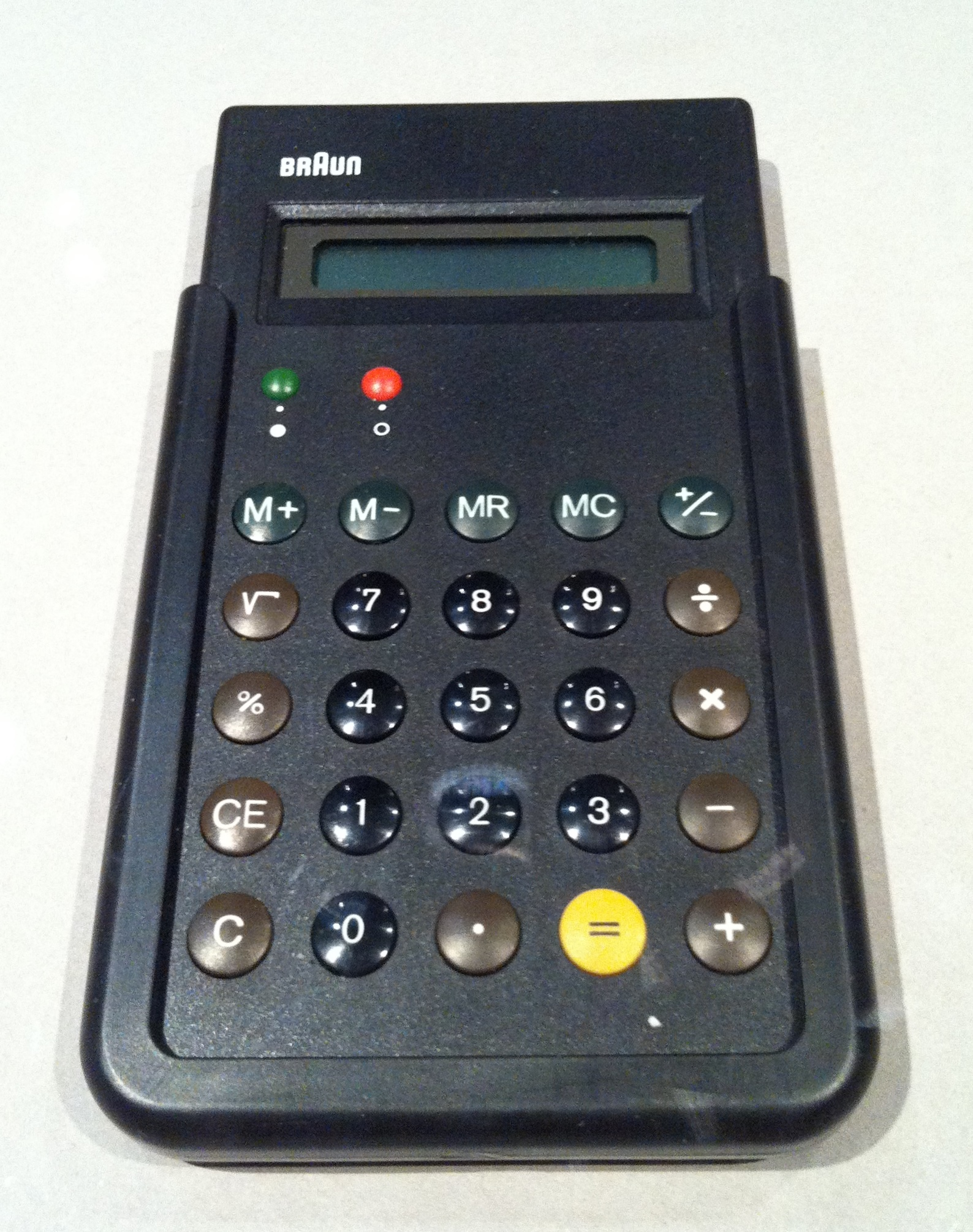
Calculadora Braun ET66, 1987
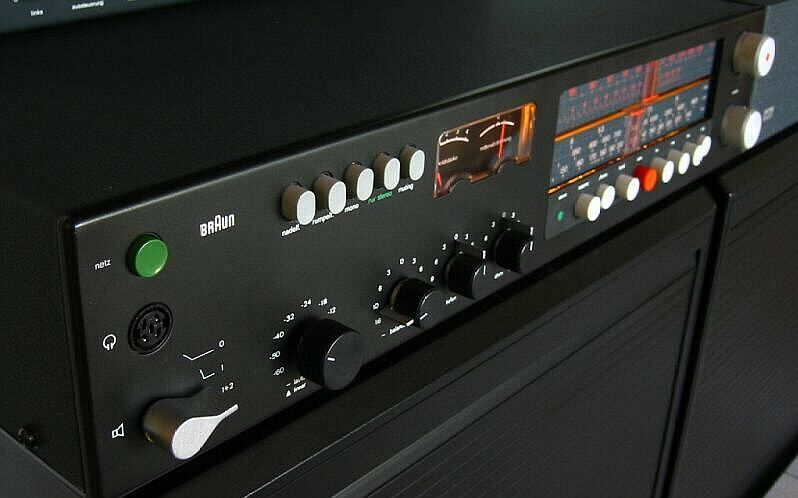
Receiver (Steuergerät) Braun Regie 510, 1972